# Destins croisés
Pour le téléfilm américano-canadien homonyme, voir Destins croisés (téléfilm).
Destins croisés ou Seconde Chance (Twice in a Lifetime) est une série télévisée canadienne en 44 épisodes de 45 minutes mêlant le drame et le fantastique, créée par Stephen Sohmer et diffusée entre le 25 août 1999 et le 30 mai 2001 sur le réseau CTV et aux États-Unis sur le réseau PAX.
En France, la série fut diffusée à partir du 7 janvier 2002 sur M6 puis rediffusée dès le 29 septembre 2008 sur W9, Téva et de nouveau dès le 23 mars 2012 sur M6. Au Québec, la série a été diffusée à partir du 23 septembre 2001 sur Télé-Québec et rediffusée depuis janvier 2013 sur Prise 2.

## Synopsis
Quand une personne meurt de façon accidentelle, le ciel envoie un ange : Mr Jones (plus tard remplacé par Mr Smith) pour amener cette personne au tribunal où siège le juge Jepthah Othniel qui statue selon les cas soit de l'ascension, soit de la descente en fonction de la vie qu'a menée la personne. Or, Jones n'est pas un ange comme les autres, il est l'avocat qui plaide la cause des morts auprès du tribunal. Et, grâce au plaidoyer de Jones, qui met en lumière les aspects positifs de la vie de la personne, cette dernière peut bénéficier d'une condamnation à vivre, c'est-à-dire qu'elle peut revenir sur Terre pendant trois jours avec tous ses souvenirs intacts sous l'apparence physique qu'elle avait avant de mourir sans que personne la reconnaisse. Et ce à un moment crucial de sa vie par rapport à un regret ou à un mauvais choix afin de changer le cours des événements et de se donner une seconde chance. Bien sûr, à la fin, la personne revient au présent et quand Mr Jones part, elle ne se souvient plus des trois jours passés en tant qu'une autre et ne se rappelle que ce qu'elle a fait dans le passé.

## Distribution

### Acteurs principaux
- Al Waxman (VF : Michel Prud'homme) : Juge Jepthah Othniel
- Gordie Brown (VF : Jean-Pierre Michaël) : Mr Jones (saison 1)
- Paul Popowich (VF : Pierre Tessier) : Mr Smith (saison 2)

### Acteurs récurrents
- Polly Bergen : Juge Déborah (saison 1)
- Diahann Carroll : Jael, une avocate (saison 1)

 Source et légende : version française (VF) sur RS Doublage

## Déroulement des épisodes et de la série
- Le scénario de cette série se déroule toujours en quatre temps : la mort accidentelle d'une personne, son jugement, sa deuxième chance dans le passé et l'heureux dénouement.
- Dans la saison 2, Mr Jones est remplacé par Mr Smith, un pompier dont la mort lui a fait perdre la mémoire. Autant Jones est un expert, autant Smith est maladroit car débutant. À noter que dans la deuxième saison, le passage vers l'au-delà est différent de la saison 1.
- Dans deux épisodes de la première saison, on voit la juge Deborah, interprétée par Polly Bergen, statuer ou jouer le rôle du procureur.

## Épisodes

### Première saison (1999-2000)
1. Un bébé de trop (Sixteen Candles)
2. Des comptes à rendre (Death and Taxes)
3. Une nuit décisive (Healing Touch)
4. Accro à la vie (Ashes to Ashes)
5. Double exposition (Double Exposure)
6. Amour maternel (The Blame Game)
7. Frères de sang (Blood Brothers)
8. Un prof en sursis (School's Out)
9. Guerre et passion (O'er the Ramparts We Watched)
10. Mariage en péril (A Match Made in Heaven)
11. Erreur judiciaire (The Quality of Mercy)
12. Star déchue (What She Did for Love)
13. Jeu Set et Match (Second Service)
14. Pour l'amour de sa fille (The Gift of Life)
15. Dernières notes (Birds of Paradise)
16. Acte 2 (Take Two)
17. Ni vu, ni connu (For Love and Money)
18. Retour de flammes (Old Flames)
19. Choix de vie (Pride and Prejudice)
20. Boire et déboires (Party Girls)
21. Douce folie (The Trouble with Harry)
22. Les Péchés d'une mère (Sins of Our Father)

### Deuxième saison (2000-2001)
1. L'Apprenti ange (Fallen Angel)
2. Un coup du sort (It's a Hard Knock Life)
3. En quête d'amour (Matchmaker, Matchmaker)
4. Père et impairs (Curveball)
5. Drôle de famille (My Blue Heaven)
6. Thérapie de couple (War of the Poseys)
7. Le virtuose de l'évasion (The Escape Artist)
8. La une à tout prix (Expose)
9. Certains l'aiment… faux (Some Like It… Not)
10. Faux pas (Whistle Blower)
11. Rédemption (Used Hearts)
12. Loin de tous (Grandma's Shoes)
13. Harmonie (The Night Before Christmas)
14. Rivalité fraternelle (The Frat Pack)
15. Revanche (Even Steven)
16. Au nom de ma rose (Moonshine Over Harlem)
17. Père malgré lui (Daddy's Girl)
18. KO (The Knockout)
19. La greffe de l'amour (Then Love Came Along)
20. Une mère trop parfaite (Mama Mia)
21. Y a-t-il un ange dans l'avion ? (Final Flight)
22. Dilemme (The Choice)